# Antelopes de Grand Canyon
Les Antelopes de Grand Canyon (en anglais : Grand Canyon Antelopes) sont un club omnisports universitaire de l'Université de Grand Canyon à Phoenix dans l'Arizona. Les équipes des Antelopes participent aux compétitions universitaires organisées par la National Collegiate Athletic Association. L'université fait partie de la Mountain West Conference. 